# RADSL
RADSL (англ. Rate-Adaptive Digital Subscriber Line — «цифровая абонентская линия с адаптацией скорости») — модификация технологии ADSL. Устройства, реализующие эту технологию, способны изменять скорость передачи данных в зависимости от текущего состояния линии связи.
В классическом варианте ADSL-линия либо работает на заявленной скорости, либо не работает вообще. Модемы RADSL, в свою очередь, подбирают максимально возможную в данных условиях скорость передачи.
При использовании технологии RADSL соединение на разных телефонных линиях может иметь разную скорость передачи данных. Скорость передачи данных выбирается при синхронизации линии, во время соединения или по специальному сигналу, поступающему от станции.